# ميخائيل روث (لاعب كرة قدم)
ميخائيل روث (بالإنجليزية: Michael Ruth) هو لاعب كرة قدم بريطاني، ولد في 8 يناير 2002 في غلاسكو في المملكة المتحدة. لعب مع نادي أبردين ونادي اربوراث.

## وصلات خارجية
- ميخائيل روث (لاعب كرة قدم) على موقع الاتحاد الإسكتلندي (الإنجليزية)
- ميخائيل روث (لاعب كرة قدم) على موقع قاعدة بيانات كرة القدم.إي يو (الإنجليزية)
- ميخائيل روث (لاعب كرة قدم) على موقع Soccerbase.com (لاعب) (الإنجليزية)
- ميخائيل روث (لاعب كرة قدم) على موقع Soccerway.com (الإنجليزية)